# Barclays Center
Barclays Center este o sala de sport multifuncțională situată în Prospect Heights, Brooklyn, în New York (statul New York, Statele Unite), inaugurată pe 21 septembrie 2012. Se află parțial pe platforma unei vechi plaje de manevre de căi ferate deținute de Autoritatea Metropolitană de Transport din New York pe Atlantic Avenue. Face parte dintr-un proiect de complexe sportive, de afaceri și rezidențiale cunoscut sub numele de Atlantic Yards, și poartă pentru publicitate numele companiei multinaționale Barclays.
Stadionul găzduiește echipa Brooklyn Nets din NBA, o franciză care s-a mutat din New Jersey în 2012. De asemenea, găzduiește alte evenimente, cum ar fi concerte, convenții și alte competiții sportive, care concurează cu alte facilități din zona metropolitană din New York, cum ar fi Madison Square Garden din Manhattan, Nassau Coliseum din Uniondale, Prudential Center din Newark și Izod Center din East Rutherford, New Jersey. Începând din 2015, găzduiește echipa New York Islanders din NHL.